# شهرستان کربلا
شهرستان کربلا یک شهرستان در عراق است که در استان کربلا واقع شده‌است .کربلا بهشت خدا در زمین هست. یکی از عزیزترین خلق خدا و یارانش در کربلا مدفون هستند. حسین بن علی بن ابی طالب از عزیزترین خلق خدا هستند.

## کربلا در لغت
در اینکه لغت کربلا از کجا پیدا شده است. حرف‌های بسیار گفته‌اند:
- الف: بعضی معتقدند ریشه کربلا، از کلمه «کَربَلَه» گرفته شده و کربله یعنی به سستی گام برداشتن، یا سست شدن گام‌ها. عرب‌ها هرگاه بخواهند از بی‌حال و با کسالت راه رفتن کسی حکایت کنند، می‌گویند: جاء یمْشی مکربلاً؛ یعنی آمد در حالی که به سستی گام بر‌می‌داشت.
- ب: کربلا از «کِربال» گرفته شده و کربال یعنی غربال و تمیز و پاک کردن. گفته می‌شود: کربلتُ الحنطة؛ یعنی گندم را غربال کردم و آن را از خاک و خاشاک پاک گردانیدم. به کربلا نیز به خاطر این کربلا گفته‌اند که زمینی بود خالی از ریگ و سنگ و بدون درخت یا گیاهان هرز و مزاحم، گویی ‌که کشاورزی آن را پاک کرده و برای کشت آماده کرده است.
- ج: کربلا، از دو واژه آشوری «کرب» و «ایلا» ترکیب یافته است؛ یعنی حرم خدا و خانه خدایگان.
- د: این کلمه در اصل فارسی بوده و از دو کلمه «کار» و «بالا» گرفته شده؛ یعنی کار آسمانی و ارزشمند؛ به عبارتی جایگاه نماز و نیایش.
- ه: در اصل «کُوَر بابل» بوده؛ یعنی روستاهای شهر بابل.
- و: توسط خود حضرت سیدالشهدا و پدرش  حضرت علی (علیه السلام،)و جدش پیامبر خدا، کربلا به کرب و بلا، یعنی درد و بلا و امتحان و ابتلا تفسیر شده است. ادبا و شعرای شیعه نیز همین تفسیر را برگزیده‌اند،

به عنوان نمونه، سالار شاعران شیعی، سید اسماعیل حِمْیری از کربلا چنین یاد می‌کند:
```
کربلا یا دارُ کربٍ وَ بلاوبها سبط النبی قد قتلا
```

و بزرگ اندیشمند شیعی، مرحوم سید رضی این‌گونه می‌سراید:
```
کربلا لاَزِلْتِ کرباً و بلاما لقی عندکِ آل المصطفی
کم علی تربکِ، لما صرعوامِنْ دمٍ سال و مِن دمع‌ جری
```

ای کربلا! تو همیشه انبوهی از اندوه و بلا را به یاد می‌آوری، به سبب آنچه که در خاک تو به آل پاک محمد مصطفی رسید. هنگامی که کشته شدند چه خون‌ها که ریخته شد و چه اشک‌ها که جاری گردید.